# Mirna Rajle Brođanac
Mirna Rajle Brođanac (Osijek, Yugoslavia, 14 de noviembre de 1974) es una deportista croata que compitió en remo. Ganó dos medallas en el Campeonato Mundial de Remo, en los años 2003 y 2008, ambas en la prueba de scull individual ligero.

## Palmarés internacional
| Campeonato Mundial | Campeonato Mundial   | Campeonato Mundial | Campeonato Mundial      |
| Año                | Lugar                | Medalla            | Prueba                  |
| ------------------ | -------------------- | ------------------ | ----------------------- |
| 2003               | Milán (Italia)       | Medalla de plata   | Scull individual ligero |
| 2008               | Ottensheim (Austria) | Medalla de bronce  | Scull individual ligero |